# Werner de Urslingen

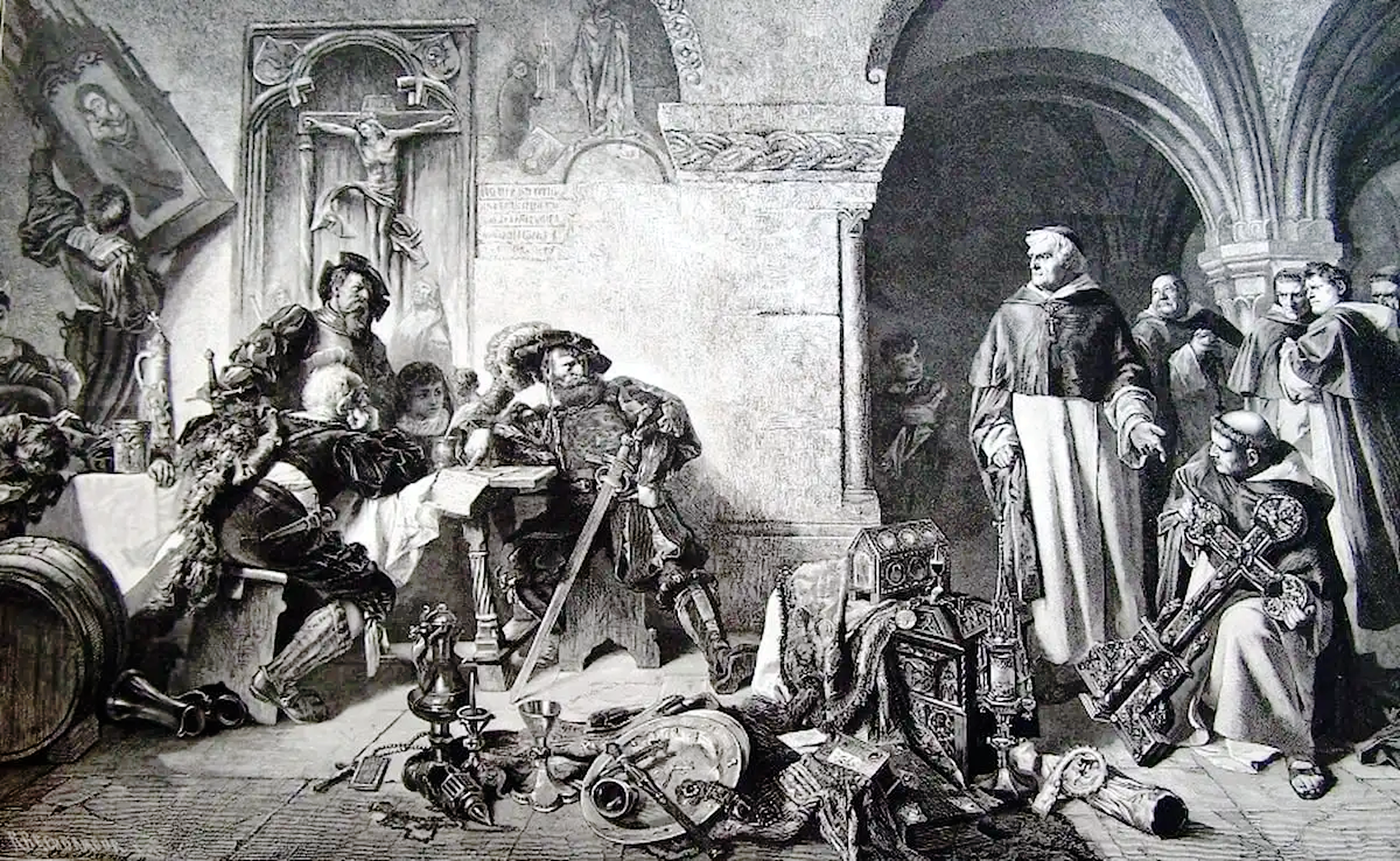
dibujo del sobre el saqueo de una iglesia

Werner von Ürslingen (italiano: Guarnieri d'Urslingen o Duca Guarnieri; c. 1308-1354) fue un mercenario suabo que estuvo al servicio de los Estados Pontificios durante la época del Cisma de Occidente. Apenas existen fuentes sobre su vida. Werner von Ürslingen arrasó la Romaña de forma despiadada. En su armadura podía leerse: "enemigo de Dios, enemigo de la piedad, enemigo de la compasión".